# 랭커스터 하우스 조약

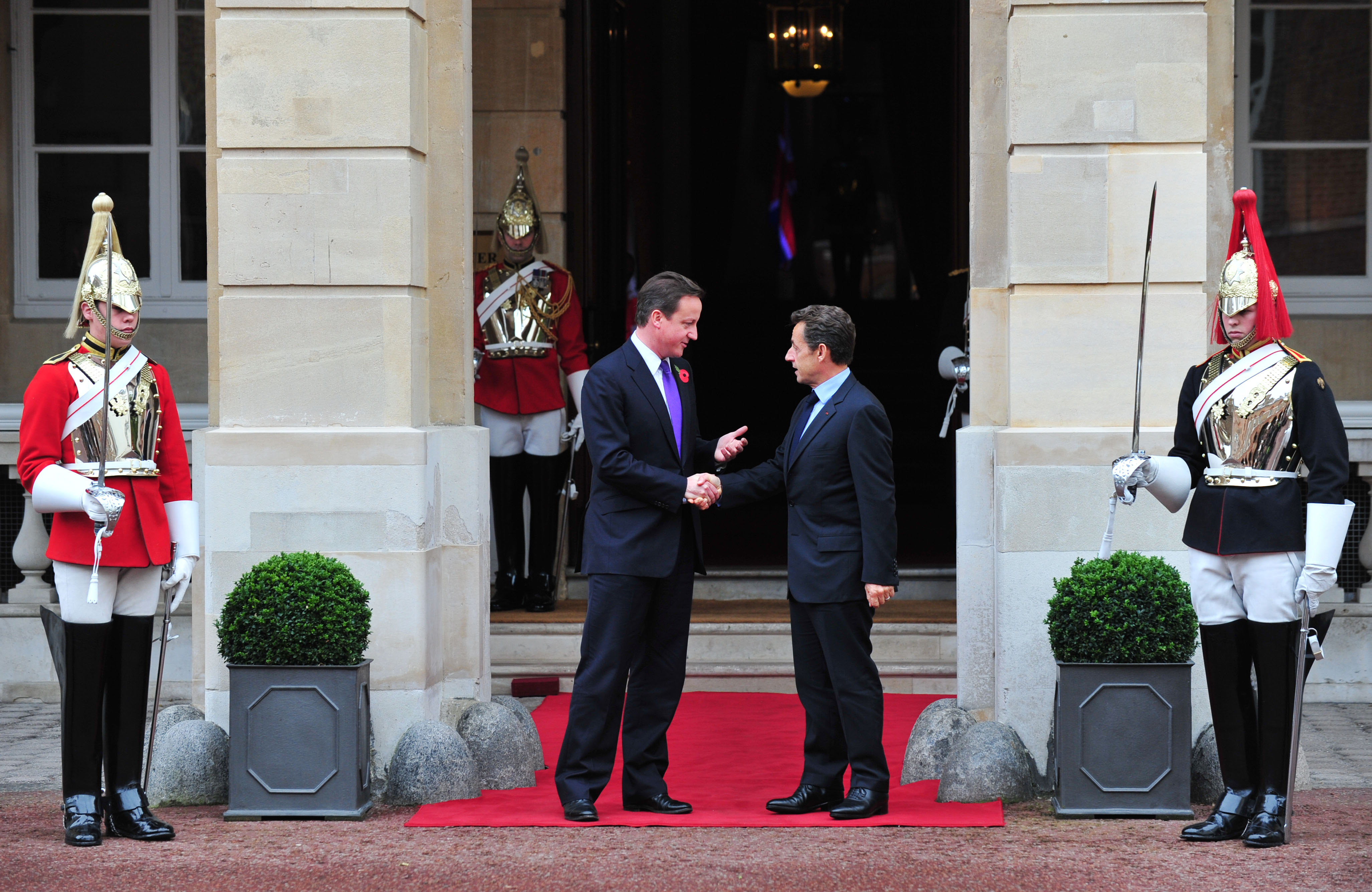
데이비드 캐머런이 런던 랭커스터 하우스에서 열린 영국-프랑스 정상회담에서 니콜라 사르코지를 맞이하고 있다.

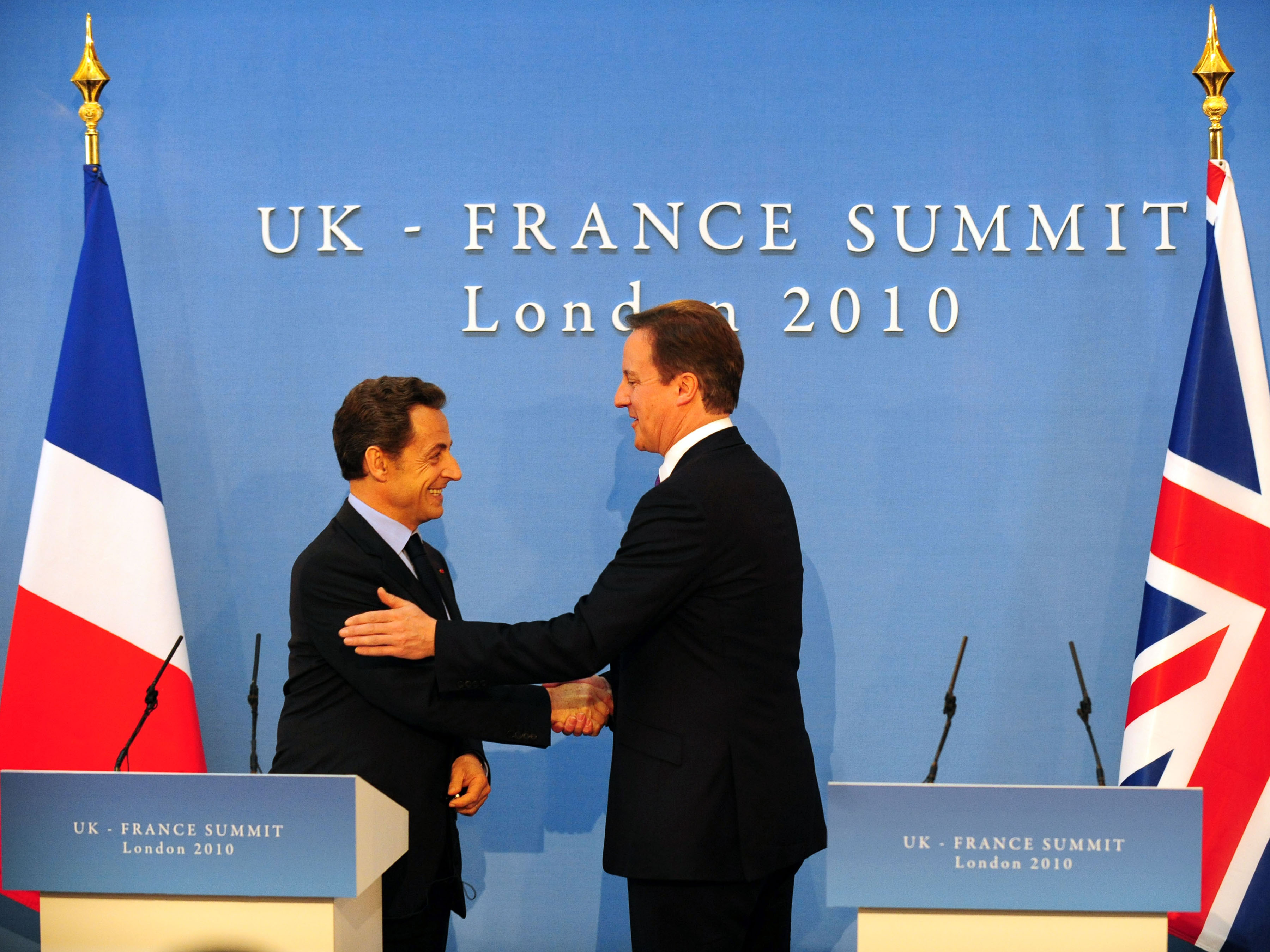
사르코지와 캐머런이 국방 및 안보 협력 조약 서명 후 언론에 연설하고 있다.

2010년의 랭커스터 하우스 조약(프랑스어: Traités de Londres, 영어: The Lancaster House Treaties)은 영국과 프랑스 간의 국방 및 안보 협력을 위한 두 가지 조약이다. 이 조약들은 2010년 11월 2일 다우닝가 10번지에서 영국 총리 데이비드 캐머런과 프랑스 대통령 니콜라 사르코지에 의해 서명되었다. 이 두 조약은 통틀어 랭커스터 하우스 협정으로도 불린다.

## 다우닝가 선언
2010년 11월 2일 사르코지 대통령과 캐머런 총리의 다우닝가 선언이다. 이 선언의 내용은 다음과 같다.
- 국방 및 안보 협력 조약: 영국과 프랑스 군대 간의 협력 발전, 상호 의존성을 통한 물자 및 장비 공유 및 공동 사용, 공동 시설 건설, 각국의 국방 시장에 대한 상호 접근, 산업 및 기술 협력을 목적으로 한다.
- 핵무기 비축 관리: 프랑스 발두크에 있는 새로운 공동 시설을 포함하여 양국의 독립적인 핵 억지력 역량을 지원하기 위한 핵무기 비축 관리 관련 기술에 대한 협력. 이 시설은 핵탄두 및 물질의 성능을 모델링하여 장기적인 생존 가능성, 보안 및 안전을 보장하며, 이는 영국 올더마스턴에 있는 공동 기술 개발 센터의 지원을 받게 될 것이다.
- 작전 문제: 또한 영국과 프랑스 군대 간의 작전 문제에 대한 교환을 위한 새로운 틀을 마련하는 의향서에 서명하기로 결정했다.
- 산업 및 군비: 영국-프랑스 고위급 실무 그룹이 산업 및 군비 협력에 대한 업무를 강화하도록 지시하기로 결정했다.

## 작전 및 훈련

### 연합합동원정군
고강도 작전을 포함한 광범위한 시나리오에 적합한 연합합동원정군 (CJEF)을 개발하기로 결정했다. 이 부대는 세 병종 모두를 포함할 것이다. 육상 구성 요소는 국가 여단 수준의 부대, 해상 및 공중 구성 요소는 관련 본부, 물류 및 지원 기능을 포함할 것이다. 이는 상비군을 포함하지 않지만 양자, NATO, 유럽 연합, 유엔 또는 기타 작전을 위해 통보 시 가용하게 될 것이다. 2011년에는 연합 공중 및 육상 훈련으로 시작하여 다음 영국-프랑스 정상회담 전에 개념을 개발하고 이후 몇 년 동안 완전한 역량을 향해 발전할 것이다. 이 부대는 군사 교리, 훈련 및 장비 요구사항의 더 큰 상호 운용성 및 일관성을 촉진하기 위한 것이다.

### 항공모함
영국은 이전에 프랑스 항공기가 사용할 수 있는 새로운 항공모함(당시 건설 중)에 캐터펄트와 착륙 장치를 설치하기로 결정했다고 발표하여, 영국과 프랑스 항공기가 양국 항공모함에서 작전할 수 있는 기회를 만들었다. 주로 프랑스 항공모함 샤를 드골을 중심으로 한 해상 기동부대 협력을 바탕으로, 영국과 프랑스는 2020년대 초까지 양국이 소유한 자산을 통합한 영국-프랑스 통합 항공모함 타격단을 배치할 수 있는 능력을 갖추는 것을 목표로 삼았을 것이다. 이는 왕립 해군과 프랑스 해군이 긴밀하게 협력하도록 보장하기 위한 것이었다. 캐터펄트와 착륙 장치를 설치하기로 한 결정은 나중에 번복되었다.

## 장비 및 역량
그들은 다음 분야에서 협력하기로 합의했다.

### A400M 지원 및 훈련
양국 정부는 양국이 주문한 미래 A400M에 대한 공동 지원 계획을 개발하기로 약속했다. 목표는 비용 절감, 항공기 가용성 향상 및 유지보수, 물류, 훈련 분야에서 미래 협력 개발이다. 2014년에 방위 장비 및 지원 (DE&S)과 프랑스 방위사업청 (DGA)은 OCCAR (Organisation Conjointe de Coopération en matière d'Armement / Organisation for Joint Armament Co-operation)를 통해 에어버스와 유지보수, 수리 및 오버홀 (MRO) 계약을 체결했다.

### 잠수함 기술 및 시스템
양국은 차세대 핵잠수함의 일부 장비 및 기술을 공동으로 개발할 계획이다.

### 해상 지뢰 대책

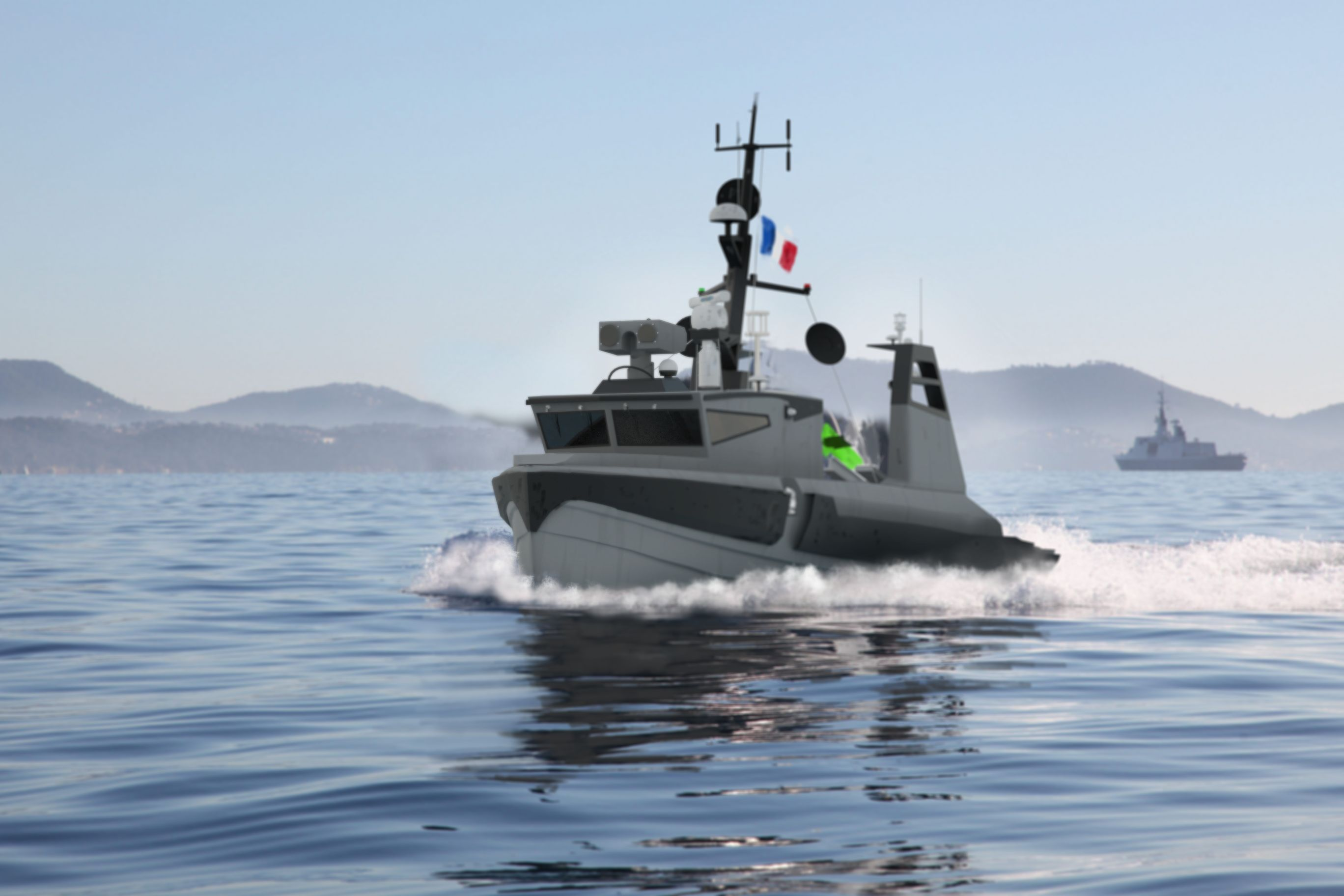
MMCM (해상 지뢰 대책) 지뢰 제거 드론의 컴퓨터 생성 이미지.

프랑스-영국 지뢰전 프로그램인 MMCM (Maritime Mine Counter Measures)은 2015년 3월 DE&S와 DGA에 의해 통보되었다. 이 프로그램은 BAE 시스템스와 탈레스뿐만 아니라 ECA, ASV, 사브 및 콩스버그를 포함한 하청업체들과 연계된다. "이는 원격 조종 무인 해상 차량과 센서를 사용하여 해상 지뢰를 물리치는 시스템 및 장비의 시연을 제공할 것이다."
계약은 2020년 4월에 각 해군에 시스템을 인도하는 것을 규정한다.

### 위성 통신
이 협력의 목표는 2011년에 2018년에서 2022년 사이에 서비스에 들어갈 다음 위성에 대한 공동 개념 연구를 완료하는 것이다.

### 공중 급유 및 여객 항공 수송
영국 정부는 영국 미래 전략 유조선 항공기 (FSTA) 프로그램에서 이용 가능한 예비 용량을 사용하여 프랑스의 공중 급유 및 군용 항공 수송 요구를 충족시킬 잠재력을 조사할 것이다.

### 무인 항공 시스템
양국은 중고도 장시간 체공 (MALE) 감시 드론의 새로운 세대를 개발하기 위해 협력하기로 약속했다.
2011년, BAE 시스템스와 다소 항공은 텔레모스(Telemos)라는 MALE 드론을 개발하기 위한 MoU에 서명했다. 두 제조업체가 정의한 산업적 분할에 따라 BAE는 항공기 및 통합에 대한 프로젝트 관리를 담당했고, 다소는 시스템을 담당했다. 이 프로젝트는 2013년에 포기되었다.
2012년 2월 16일, 프랑스와 영국은 군용 드론의 공동 연구에 관한 의향서에 서명하여 FCAS-DP 프로젝트(미래 전투 항공 시스템 - 시범 프로그램)를 시작했으며, 이는 전투 드론 또는 UCAV(무인 전투 항공기)를 개발할 수 있게 할 것이다. 참여하는 제조업체는 항공기 제조업체로 BAE와 다소, 엔진으로는 롤스로이스와 스네크마, 센서 및 통신으로는 셀렉스와 탈레스이다. 2014년에는 24개월 동안 진행될 타당성 조사를 시작하기 위한 의향서 서명으로 새로운 단계가 시작되었다. 후자가 끝난 후, 영국은 결국 이 프로젝트를 계속하지 않기로 결정했다.

### 영국 및 프랑스 복합 무기 부문에 대한 10년 전략 계획
런던과 파리는 미사일 부문을 간소화하기 위해 "단일 유럽 산업 주계약자" 설립을 지원하겠다고 약속했다. 양국은 각자의 전략적 자율성을 보존하면서 "상호 의존"에 동의했다. 목표는 개발 비용을 절감하고 투자를 최적화하는 것이었다. 이 접근 방식은 유럽 미사일 회사인 MBDA에서 약 30%의 비용 절감을 목표로 했다.
2017년 3월, 프랑스와 영국 국방조달부 장관은 각국 해군 및 공군을 위한 새로운 장거리 미사일 개발을 위한 3년 개념 단계를 시작하는 협정에 서명했다. 양국은 연구 완료를 위해 총 1억 유로를 기여하고 기술과 시험 시설을 공유하기로 약속했다. FC/ASW(미래 순항/대함 무기)라고 불리는 이 프로그램은 하푼, 엑조세, 스톰 섀도 및 SCALP 미사일을 대체할 수 있게 할 것이다.
2015년 9월, 양국 국방장관은 미사일 부문에 우수 센터를 설립하기 위한 협정에 서명했다. 이 기술 센터는 기술 역량과 전문 지식을 양측에 분배하여 기술적 중복을 제한하도록 설계되었다. 이 맥락에서 개발된 기술은 다양한 MBDA 프로그램에 통합된다. 이를 통해 산업 통합 덕분에 개발 비용을 합리화하고 채널 양쪽에서 산업 역량의 지속 가능성을 보장하며, "점진적이고 통제된 상호 의존성"을 통해 양국을 연결할 수 있다.
이 협정은 2016년 10월 프랑스와 영국 의회에서 비준되었으며, 8개의 우수 센터 개소를 규정한다.

### 연구 및 기술
- 위성 통신, 무인 시스템, 해군 시스템 및 복합 무기에 대한 시간에 민감한 연구 지원을 포함할 10가지 우선 영역에 중점을 둔다.
- 센서, 전자전 기술, 재료와 같은 중요한 산업적 중요성을 지닌 새로운 영역과 시뮬레이션 및 공동 자금 지원 박사 학위 프로그램과 같은 새로운 영역을 포함한다.
- 상당한 R&T 협력을 계속하고, 매년 각 5천만 유로의 예산을 공유 연구 개발에 할당하며, 가능한 경우 이를 늘리는 것을 목표로 한다.

### 사이버 보안
프랑스와 영국은 이 분야에서 강화된 협력을 규율하는 틀에 합의하여 개별 및 공동 복원력을 강화할 것이다.

### 데이터 교환
양국 정부는 공동으로 개발된 기술 및 특정 작전 수준에서의 분류된 데이터 공유를 용이하게 하는 데 전념하고 있다. 그러나 이러한 교환은 국가 안보에 반해서는 안 된다.

## 대테러
다음 분야에서 협력을 발전시킨다.
- 테러 활동 및 테러 모집의 조기 탐지.
- 국가 위협 수준 변화에 대한 정보 공유.
- 채널 터널을 통과하는 통행 심사를 위한 사이클라멘 프로그램을 포함하여 핵, 방사능, 생물학, 화학 및 폭발물 장치를 통한 테러 예방.
- 우리 인구와 중요 인프라 보호.
- 상업 항공 보안.
- 유럽 외 국가의 테러 방지 역량 구축 지원.

## 국제 안보

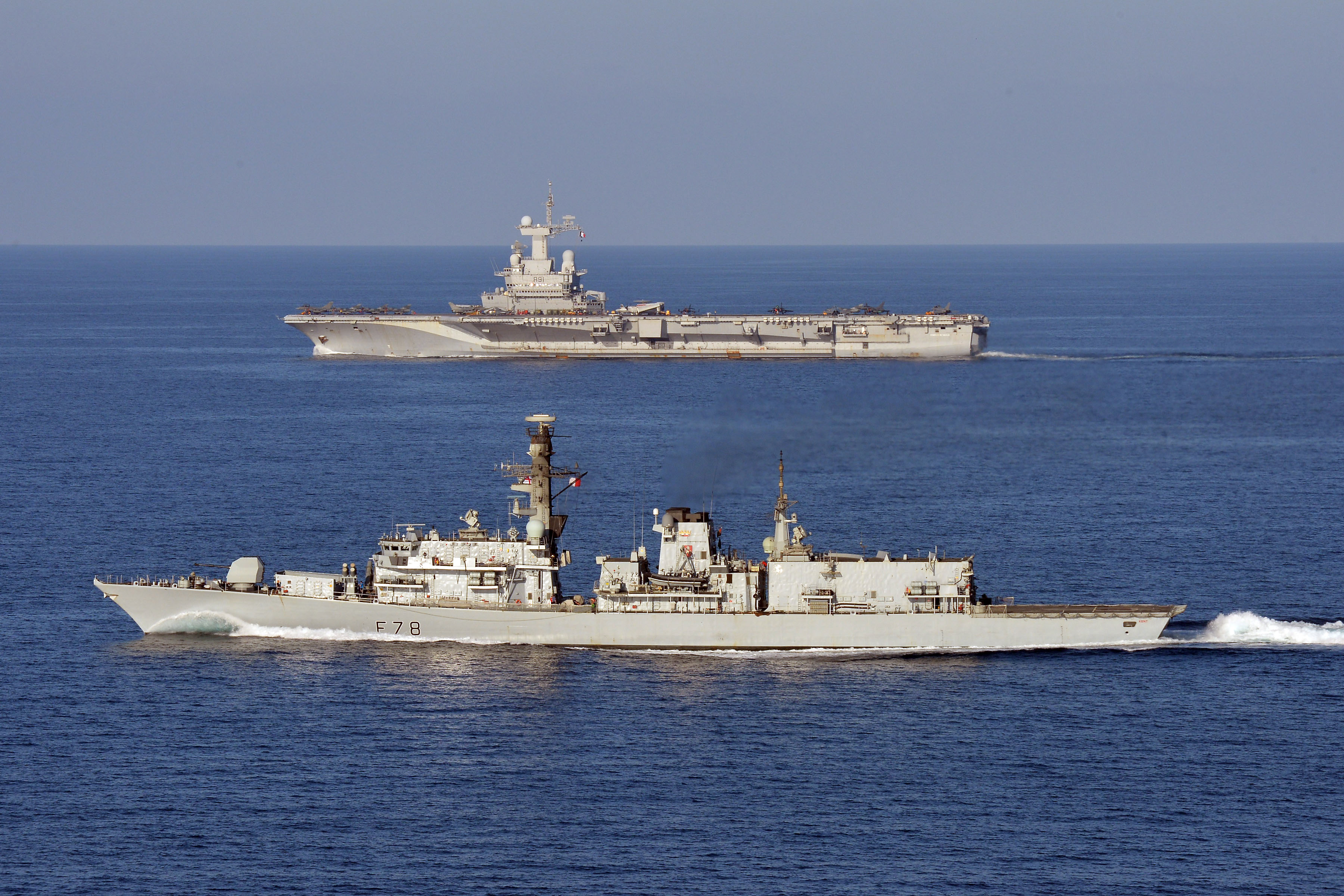
HMS 켄트 (전경)가 지부티 해상에서 프랑스 항공모함 샤를 드골과 협력 작전을 수행하고 있다.

프랑스와 영국은 NATO와 EU 간의 전반적인 협력을 강화하고, 실질적인 협력과 상호주의에 기반한 NATO와 러시아 간의 지속적인 파트너십을 추구하기로 합의했다.

## 제34차 프랑스-영국 정상회담
2016년 3월 3일에 후속 회의가 열렸으며, 대테러, 국방, 민간 핵 연구 및 이주에 대한 추가적인 약속이 이루어졌다.

## 유럽 연합 방위 정책과의 관계
조약의 여러 조항은 유럽 연합의 공동 안보 및 국방 정책을 언급한다.
조약을 통해 당사국들은 "EU의 공동 안보 및 국방 정책의 역할을 지원하겠다는 약속을 재확인한다"는 데 동의한다. 당사국들은 EU 공동 국방 및 안보 정책의 후원 아래 합의된 전역에 함께 배치하는 데 동의한다. 또한 당사국들은 조약이 "공동 안보 및 국방 정책에 따른 유럽 연합 내에서의 행동에 대한 지원을 보장한다"는 데 동의한다.
그러나 이 조약들은 영국과 프랑스 간의 양자 조약이며 유럽 연합의 공동 안보 및 국방 정책과 공식적인 연관이 없다. 비록 조약들이 긴밀한 국방 산업 협력을 언급하지만, 조약 서명 이후에야 시작된 많은 EU 방위 산업 프로그램과 지침을 직접적으로 언급하지는 않는다. 예를 들어, 이 조약들은 2017년에야 시작된 리스본 조약의 영구 구조화 협력 프로그램을 언급하지 않는다.

## 같이 보기
- 엔텐테 프뤼갈
- 유럽 군단
- 독불여단
- 북대서양 조약 기구